# الجمعية الفرنسية للميكانيكا
الجمعية الفرنسية للميكانيكا (بالفرنسية:Association Française de Mécanique) هي جمعية هندسية فرنسية تأسست في عام 1997 بعد أن اتحاد 17 جمعية علمية وهندسة متخصصة في علم الميكانيكا.

## روابط خارجية
- الموقع الرسمي